# Mistrzostwa Europy w Biegach Przełajowych 2009

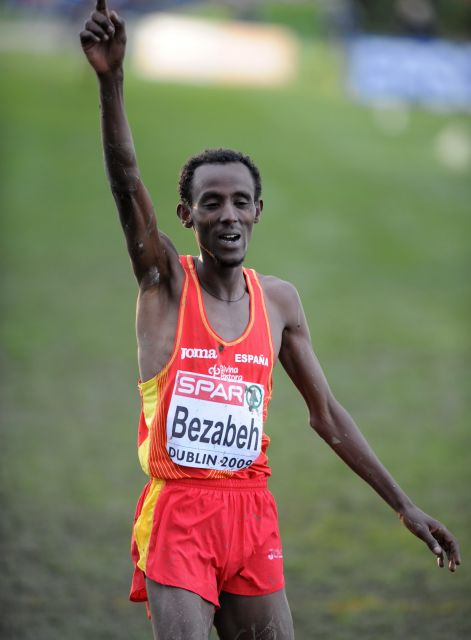
Alemayehu Bezabeh – podwójny złoty medalista mistrzostw.

16. Mistrzostwa Europy w Biegach Przełajowych – zawody lekkoatletyczne, które odbyły się 13 grudnia 2009 roku w Dublinie. W mistrzostwach wystartowało 12 reprezentantów Polski. Irlandia pierwszy raz w historii gościła imprezę tej rangi. Propozycja Dublina zwyciężyła nad dwiema innymi ofertami: francuskiego Carcassonne oraz polskiej Bydgoszczy.

## Rezultaty

### Mężczyźni
| Konkurencja:             | Złoto             | Wynik  | Srebro          | Wynik  | Brąz                    | Wynik  |
| Seniorzy                 | Alemayehu Bezabeh | 30:45  | Mohamed Farah   | 31:02  | Serhij Łebid            | 31:17  |
| Juniorzy                 | Jeroen D'Hoedt    | 18:46  | Nick Goolab     | 18:47  | James Wilkinson         | 18:47  |
| Młodzieżowcy U23         | Noureddine Smaïl  | 25:11  | Hassan Chahdi   | 25:17  | Atelaw Yeshetela Bekele | 25:21  |
| Seniorzy – drużynowo     | Hiszpania         | 34 pkt | Wielka Brytania | 54 pkt | Włochy                  | 62 pkt |
| Juniorzy – drużynowo     | Wielka Brytania   | 24 pkt | Francja         | 58 pkt | Norwegia                | 77 pkt |
| Młodzieżowcy – drużynowo | Francja           | 31 pkt | Wielka Brytania | 45 pkt | Belgia                  | 59 pkt |

### Kobiety
| Konkurencja:             | Złoto                     | Wynik  | Srebro               | Wynik  | Brąz            | Wynik  |
| Seniorki                 | Hayley Yelling            | 27:49  | Rosa María Morató    | 27:56  | Adriënne Herzog | 28:04  |
| Juniorki                 | Karoline Bjerkeli Grøvdal | 14:10  | Gulszat Fazlitdinowa | 14:12  | Kate Avery      | 14:27  |
| Młodzieżowcy             | Sultan Haydar             | 21:14  | Irina Siergiejewa    | 21:15  | Jessica Sparke  | 21:26  |
| Drużynowo – seniorki     | Portugalia                | 25 pkt | Wielka Brytania      | 51 pkt | Hiszpania       | 58 pkt |
| Juniorki – drużynowo     | Rosja                     | 47 pkt | Wielka Brytania      | 51 pkt | Niemcy          | 73 pkt |
| Młodzieżowcy – drużynowo | Wielka Brytania           | 22 pkt | Rosja                | 25 pkt | Francja         | 85 pkt |

## Występy reprezentantów Polski

### Mężczyźni
- Seniorzy
  - Łukasz Parszczyński zajął 34. miejsce
- Juniorzy
  - Krzysztof Żebrowski zajął 45. miejsce
  - Damian Roszko zajął 54. miejsce
- Młodzieżowcy
  - Damian Kabat zajął 46. miejsce
  - Łukasz Oślizło zajął 70. miejsce
  - Arkadiusz Ankiel zajął 72. miejsce
  - Łukasz Kujawski nie ukończył biegu
  - Artur Olejarz nie ukończył biegu

### Kobiety
- Seniorki
  - Polki nie startowały
- Juniorki
  - Katarzyna Broniatowska zajęła 22. miejsce
  - Alicja Benedyk zajęła 64. miejsce
- Młodzieżowcy
  - Anna Wojtulewicz zajęła 34. miejsce
  - Katarzyna Guz zajęła 44. miejsce